# Vashteh
Vashteh (persiska: وشته) är en ort i Iran.   Den ligger i provinsen Alborz, i den norra delen av landet, 70 km nordväst om huvudstaden Teheran. Vashteh ligger 2 059 meter över havet och antalet invånare är 388.
Terrängen runt Vashteh är kuperad västerut, men österut är den bergig. Runt Vashteh är det ganska tätbefolkat, med 86 invånare per kvadratkilometer. Närmaste större samhälle är Kalīnak, 6,9 km väster om Vashteh. Trakten runt Vashteh består i huvudsak av gräsmarker.